# Соня из Рогатино
Со́ня из Рога́тино (англ. Sonya) — персонаж рассказа американского писателя Роберта Говарда «Тень Вальгары» (вариант перевода — «Тень стервятника»); казачка родом из Рогатина, воюющая на стороне христиан в битве при Вене.

## Создание персонажа
Критик Дон Д’Аммасса (англ. Don D’Ammassa) отмечал, что Говард, находившийся во время написания романа под влиянием известного своими историко-приключенческими романами Гарольда Ламба, интересовался экзотическими местностями и ситуациями. Рассказы из серии исторической прозы Говарда концентрируются на границе между Европой и Азией, столкновении христианства, язычества и ислама; кроме того, Говард, как и Ламб, был поклонником казачества, и «Тень Вальгары» был не единственным рассказом на тему казачества и казаков. Так, в цикле про Конана также присутствуют казаки, а рассказ «Вероотступники» повествует о казаках, забравшихся вглубь Турции. Сама Соня представлена как воительница-казачка, вооружённая саблями и пистолетами.

## Вымышленная биография
Соня является казачкой из Рогатина, родной сестрой Роксоланы. Согласно роману, при похищении Роксоланы, похитители оставили Соню. Она выросла и, по-видимому, обучившись воинскому ремеслу, стала участвовать в войнах против турок. Главный герой романа Готтфрид фон Кальмбах встретил её в Вене, незадолго до осады города. В Вене Соня уже была широко известна благодаря своей воинской удали и буйному нраву.
В битве Соня яростно сражается против турок плечом к плечу с Готтфридом, как в стенах осаждённой Вены, так и за её пределами, являясь образцом настоящего воина даже среди сражающихся мужчин.

## Влияние и критика
Появившись в качестве одного из главных персонажей в одном-единственном романе, Соня оказала сильное влияние как на жанр Меча и Магии (хоть «Тень Вальгары» и не относится к жанру фэнтези), так и на образ девы-воительницы в последующих произведениях других авторов. Она стала одной из самых живучих и популярных героинь, созданных Говардом. Как и другие сильные женщины-персонажи Говарда, она одевается, пьет и дерётся, как мужчина. Она — героиня, которая способна узреть то, что должно быть сделано, и действовать, когда мужчины вокруг неё, кажется, не в состоянии это сделать. Она в равной степени владеет пистолетами, мечами и даже пушками.

### Авторские права. Соня против Сони
Для персонажа Рыжая Соня Соня из Рогатина стала прообразом вместе с другой рыжеволосой воительницей — Агнес де Шастильон. Первоначально (в 1973 году) Рыжая Соня была задействована Роем Томасом как гирканка, жившая во времена Хайборийской эры. Гиркания Хайборийской эры у Говарда расположена на территории России, поэтому это было удобным поводом пересмотреть происхождение Сони в качестве гирканки, учитывая, что в «Тени Вальгары» она имеет славянское происхождение. С 1981 по 1983 год вышли романы-новелизации Дэвида Смита и Ричарда Л. Тирни. Далее в 1985 году вышел фильм по мотивам комиксов Роя Томаса, причём в фильме была заметка о том, что персонажи (Соня и Калидор) основаны на персонажах Роберта Говарда, соответственно на Соне и Конане.
Чтобы избежать столкновений по поводу защиты авторских прав, Томас изначально изменил имя героини с Sonya на Sonja (то есть заменив в имени одну букву). Персонаж Роя Томаса представляет собой архетипичную амазонку в бронированном бикини, которое стало как объектом подражания, так и предметом насмешек и пародий, вроде Рыжей Моники.
Всерьёз вопрос об авторском праве на персонажа встал в 2007 году, когда компания Paradox, владеющая правами на наследие Говарда, подала в суд на Red Sonja LLC за использование персонажа из книг Говарда. Суд закончился мировым соглашением, согласно которому Paradox признали права Red Sonja LLC на торговую марку «Red Sonja» (через J). Сам Рой Томас признался, что был восхищён Соней из Рогатина Роберта Говарда.

### Джирел
Некоторые литературные критики, такие как Лео Грин, считают, что за прообраз персонажа Джирел писательница Кэтрин Мур взяла Агнес де Шастильон и Соню; кроме того, Соня из Рогатина, возможно, повлияла на создание Говардом самой Агнес де Шастильон, ещё одной рыжеволосой воительницы

## Комикс
В 1976 году автор комиксов Фрэнк Торн в рамках косплей-конвента SonjaCon выпустил комикс-кроссовер The Red Sonja Show, в котором были собраны разные вариации Рыжей Сони, в том числе Сони из Рогатино. По ходу сюжета Торн указал что Рыжая Соня является далёким предком Сони-казачки.